# Markovce
Markovce és un poble i municipi d'Eslovàquia de la regió de Košice, a l'est del país. La primera referència escrita de la vila data del 1281.

## Demografia
| Godina             | 1994 | 2004    | 2014    | 2024    |
| ------------------ | ---- | ------- | ------- | ------- |
| Nombre de persones | 655  | 808     | 936     | 1081    |
| Diferència         |      | +23,35% | +15,84% | +15,49% |

| Godina             | 2023 | 2024   |
| ------------------ | ---- | ------ |
| Nombre de persones | 1073 | 1081   |
| Diferència         |      | +0,74% |